# Parc national du Banco
Pour les articles homonymes, voir Banco.
Le parc national du Banco est un parc national de la Côte d'Ivoire situé en plein cœur d'Abidjan. «Banco» est une déformation du mot Ebrié * «Gbancô»  et signifie «source d’eau rafraichissante». C'est la seule forêt tropicale dense primaire située au cœur d'une agglomération avec le parc national de la Tijuca à Rio de Janeiro au Brésil.
Il a une superficie de 3 438 hectares (soit 34,38 km2).

## Histoire
Les parcs nationaux et réserves naturelles en Côte d’Ivoire ont été créés par la volonté de préserver et de conserver les ressources forestières en leur état naturel.
- 1926 : la forêt du Banco a le statut de station forestière.
- 1953 : la station forestière du Banco devient le de parc national du Banco.
- 1966 : le parc acquiert le statut de domaine forestier permanent de l’État par la loi 66-433 du 15 septembre 1966 et un décret portant statut et réglementation de la procédure de classement des réserves naturelles intégrales et des parcs nationaux[4].
- 1978 : pour des raisons de transport d’électricité dans la ville d’Abidjan, un couloir est ouvert dans la partie nord-est du parc, à la demande de la compagnie d’électricité nationale afin d'abriter des lignes à haute tension. Cette entaille longue de 1,7 km sur 0,15 km de large donne la configuration d’une corne que porte le parc. Avec le temps, cette corne sera désignée sous l’appellation de Triangle de Sagbé, du fait de sa proximité avec le quartier d’Abobo-Sagbé, situé au nord.
- 2002 : sortie de loi 2002-102 relative à la création, à la gestion et au financement des parcs nationaux et des réserves naturelles en Côte d’Ivoire.

## Description
En plein cœur de la ville d’Abidjan se situe le parc national du Banco, à la jonction des communes d’Abobo, Yopougon, Adjamé et Attécoubé. Il s’inscrit dans un carré de 7,8 km de côté et couvre une superficie de 3473,55 ha avec un périmètre de 25,58 km et s’étend sur l’ancien domaine coutumier des villages attié d’Andokoi et ébrié d’Anonkoua-Kouté et Agba. 
Le Banco est le deuxième plus grand parc urbain après celui de Rio de Janeiro.
Cette forêt est le poumon vert de la ville d’Abidjan et son réservoir hydraulique et abrite en son centre une forêt primaire de 600 hectares, avec des espèces de bois devenues rares (acajou, avodirés…).
C'est également un réservoir hydraulique essentiel pour la ville d’Abidjan. Ce joyau naturel alimente 29 forages à partir de sa nappe phréatique qui capte 90 000 tonnes de dioxyde de carbone par an et fournit 40 % de l’eau potable distribuée à Abidjan soit 40 % du volume.

## Faune
Initialement, le parc national se démarquait par sa richesse en espèces animales, notamment le guib harnaché (une antilope), de céphalophes (mammifères herbivores), des primates, des suidés (hylochère, potamochère) et un grand nombre d’espèces d’oiseaux. Aujourd’hui subsistent le guib harnaché, quelques espèces de singes, une douzaine de chimpanzés et des espèces d’oiseaux dont certaines sont menacées d’extinction.
On y trouve de nombreux oiseaux et des singes. Selon une étude faite en 2004 et 2005 par la Wild Chimpanzee Foundation, une douzaine de chimpanzés y vivraient encore.
Plusieurs sentiers de randonnée pour promeneurs et 80 km de pistes cyclables y ont été aménagées.

## Hydrographie
Au milieu du parc du national coule une rivière du nom de Gbangbo qui signifie "source d'eau rafraichissante" en Ebrié.

## Sécurité
Le parc national du Banco est actuellement menacé par les coupes de bois illégales et le braconnage, l'urbanisation anarchique ainsi que les habitants qui déversent leurs déchets dans les bois, selon des responsables.
Pour protéger le parc, la construction en 2022 d'un mur de 10 km de long a été lancée. Créé pour jouer le rôle de bouclier contre l’avancée de l’urbanisation qui a déjà rogné sur sa superficie, ce rideau de briques est un mur de 2,5 mètres de haut et long de plus 8 kilomètres il est destiné à ceinturer le parc. Il sera réalisé en deux étapes. Dans un premier temps, une portion de 4 400 mètres, et dans un second temps, une portion de 4 500 mètres.
Afin d'éviter tout malentendu lié au mur, les autorités des parcs ont travaillé avec les communautés locales tout en soulignant l’importance de protéger cette forêt.
L’entretien du parc coûte 200 millions de francs CFA par an (305 000 euros).

## Statut légal
L’article premier de la loi 2002-102 du 11 février 2002 relative à la création, à la gestion et au financement des parcs nationaux et des réserves naturelles en Côte d’Ivoire qui indique que le « parc national » est une aire :
- placée sous le contrôle de l’État et dont les limites ne peuvent être changées, ni aucune partie aliénée, sauf par l’autorité législative compétente ;
- exclusivement destinée à la propagation, la protection, la conservation et l’aménagement de la végétation et des populations d’animaux sauvages, ainsi qu’à la protection des sites, des paysages ou des formations géologiques d’une valeur scientifique ou esthétique particulière, dans l’intérêt et pour la récréation du public ;
- dans laquelle l’abattage, la chasse, la capture d’animaux et la destruction ou la collecte des plantes sont interdits.

Cette loi fixe les statuts et les modalités de gestion des parcs et réserves. Les peines encourues par les personnes qui violent la loi en matière de conservation des aires protégées sont clairement définies par les articles 70 à 75.

## Plan du parc

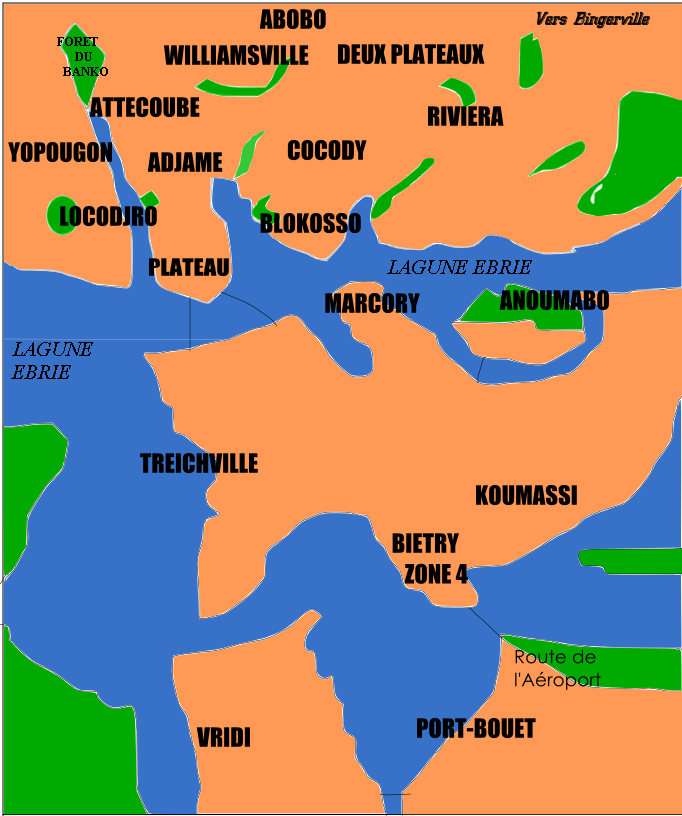
Parc national du Banco, en haut à gauche du plan d'Abidjan

## Galerie

Parc national du Banco
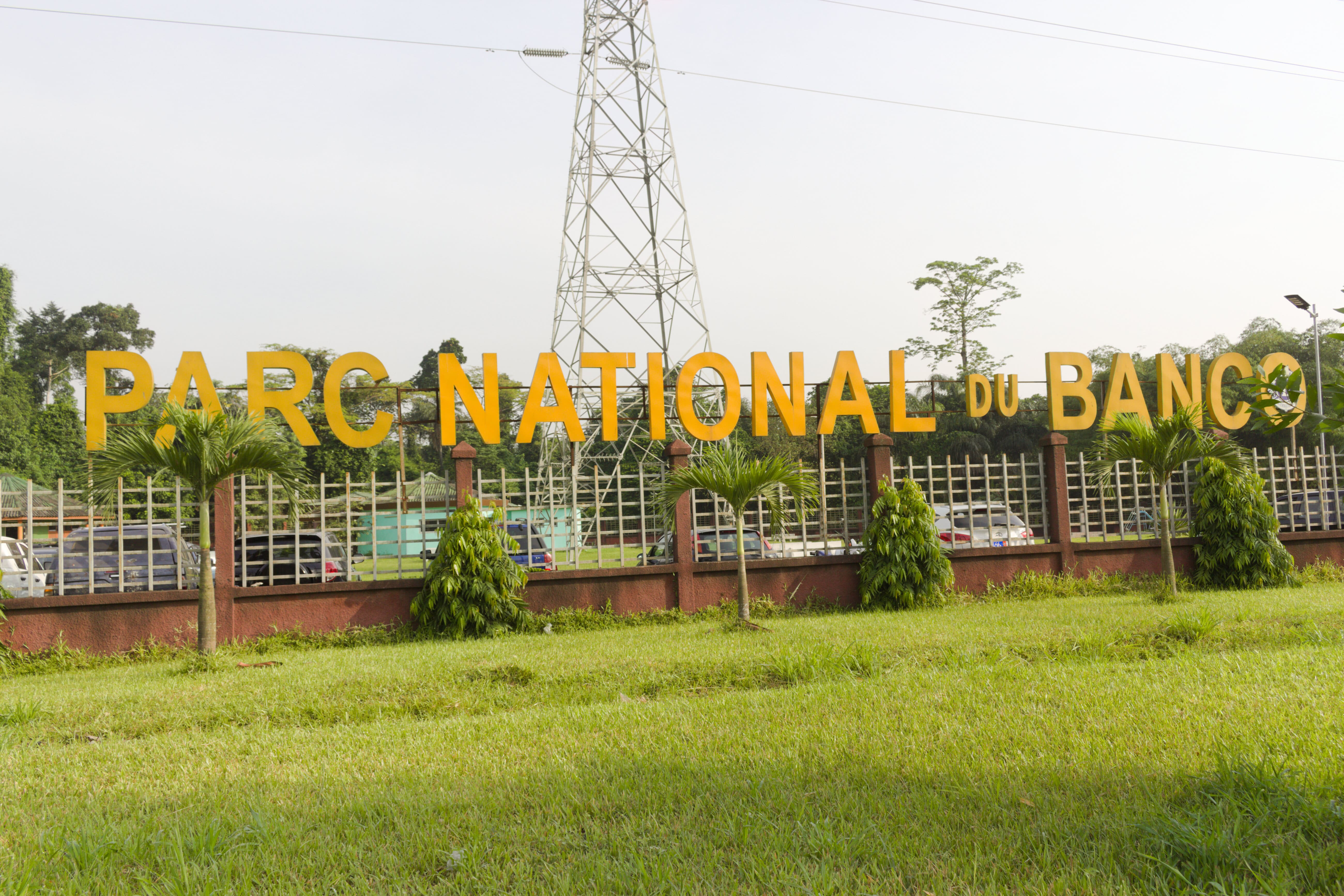
Parc national du Banco :
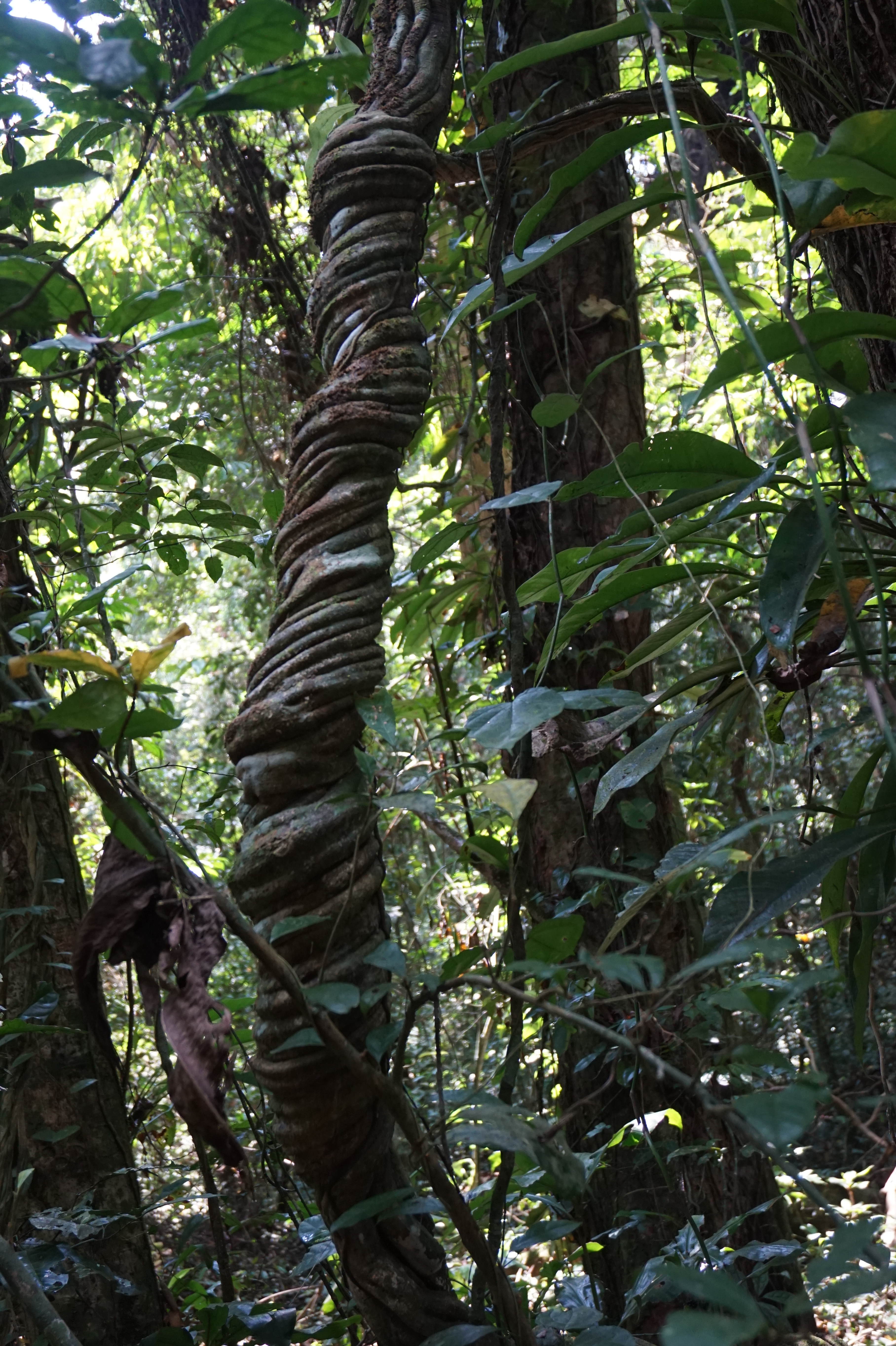
Arbre torsadé
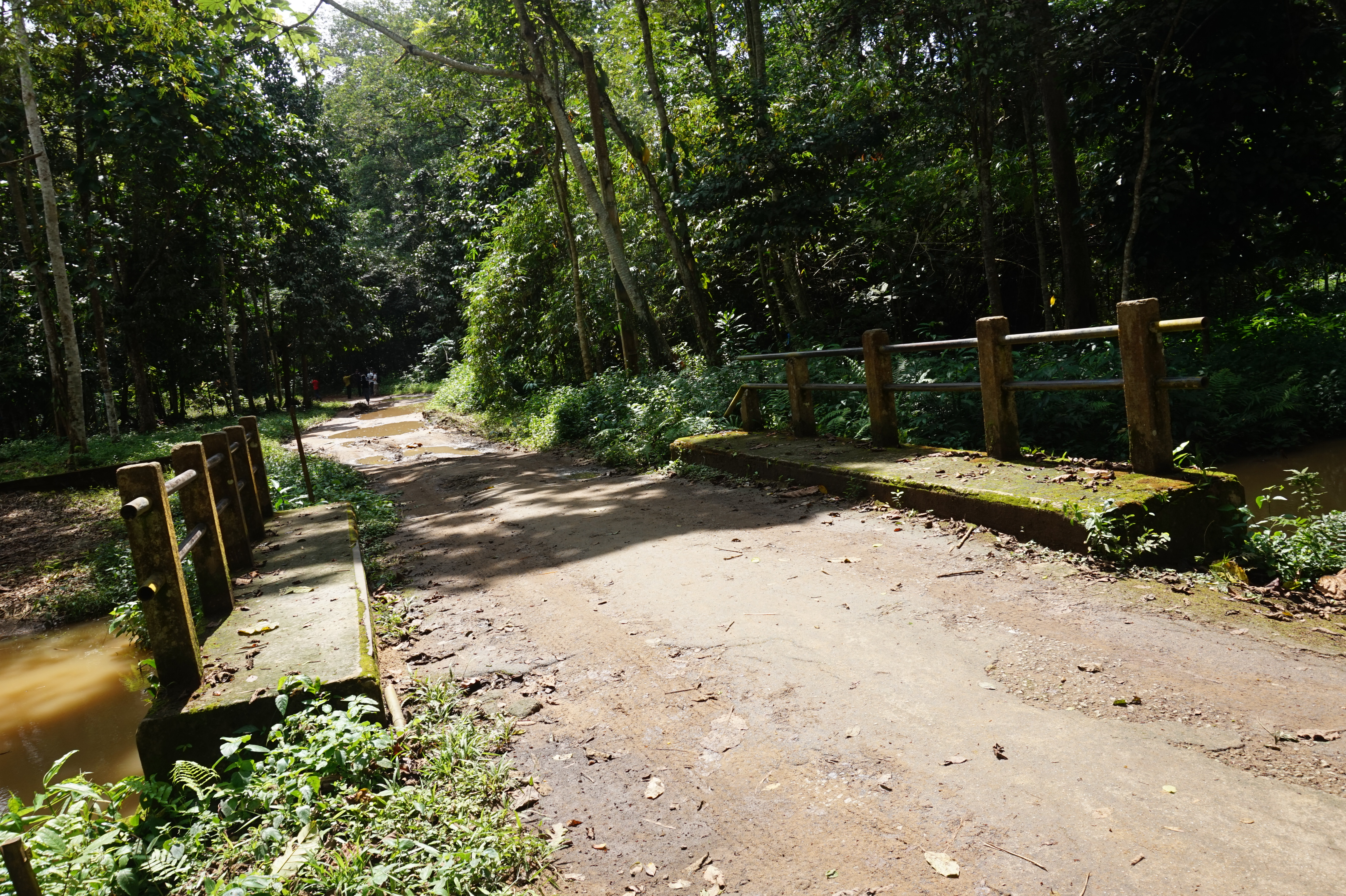
Pont
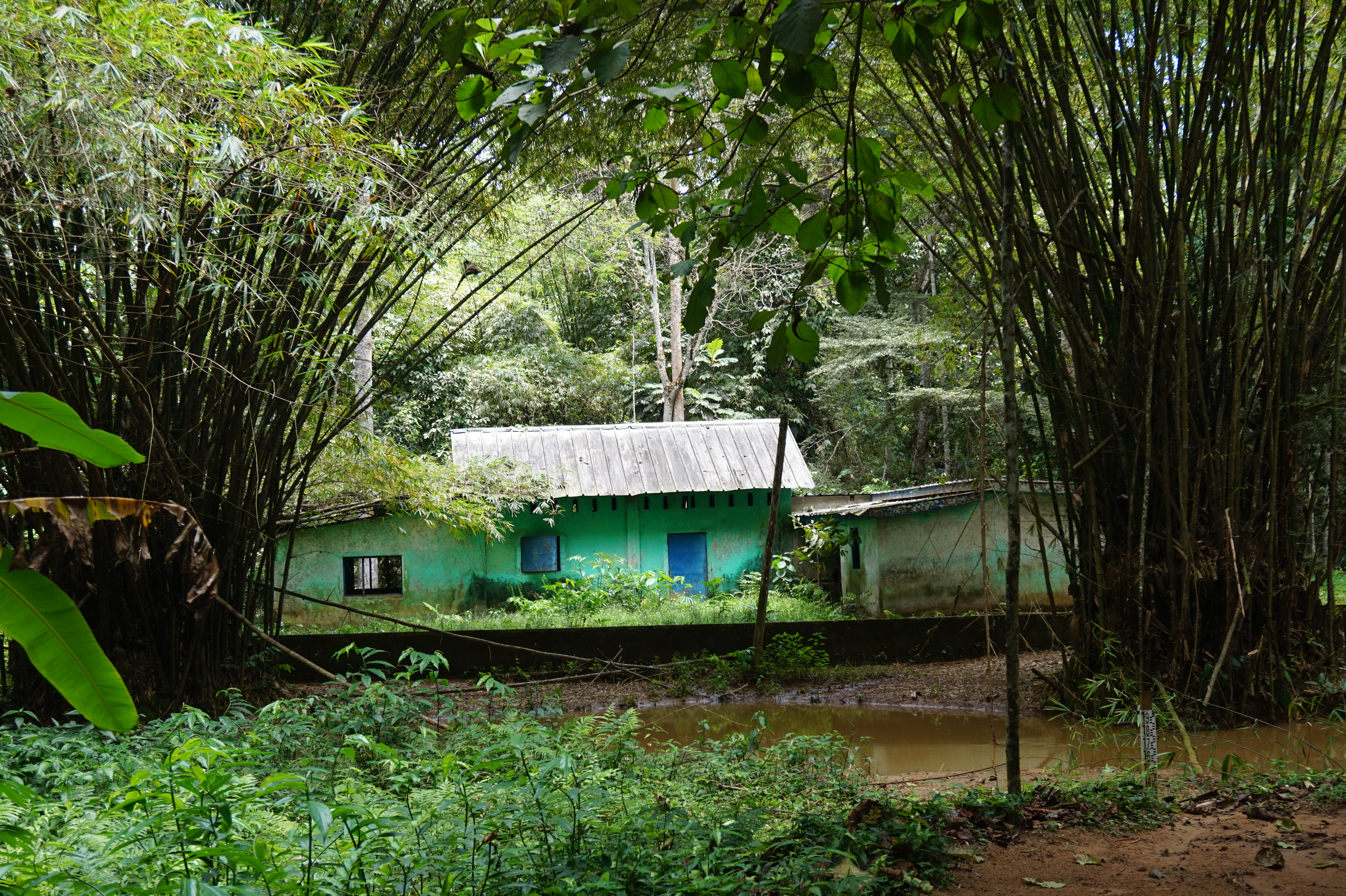
Maison verte
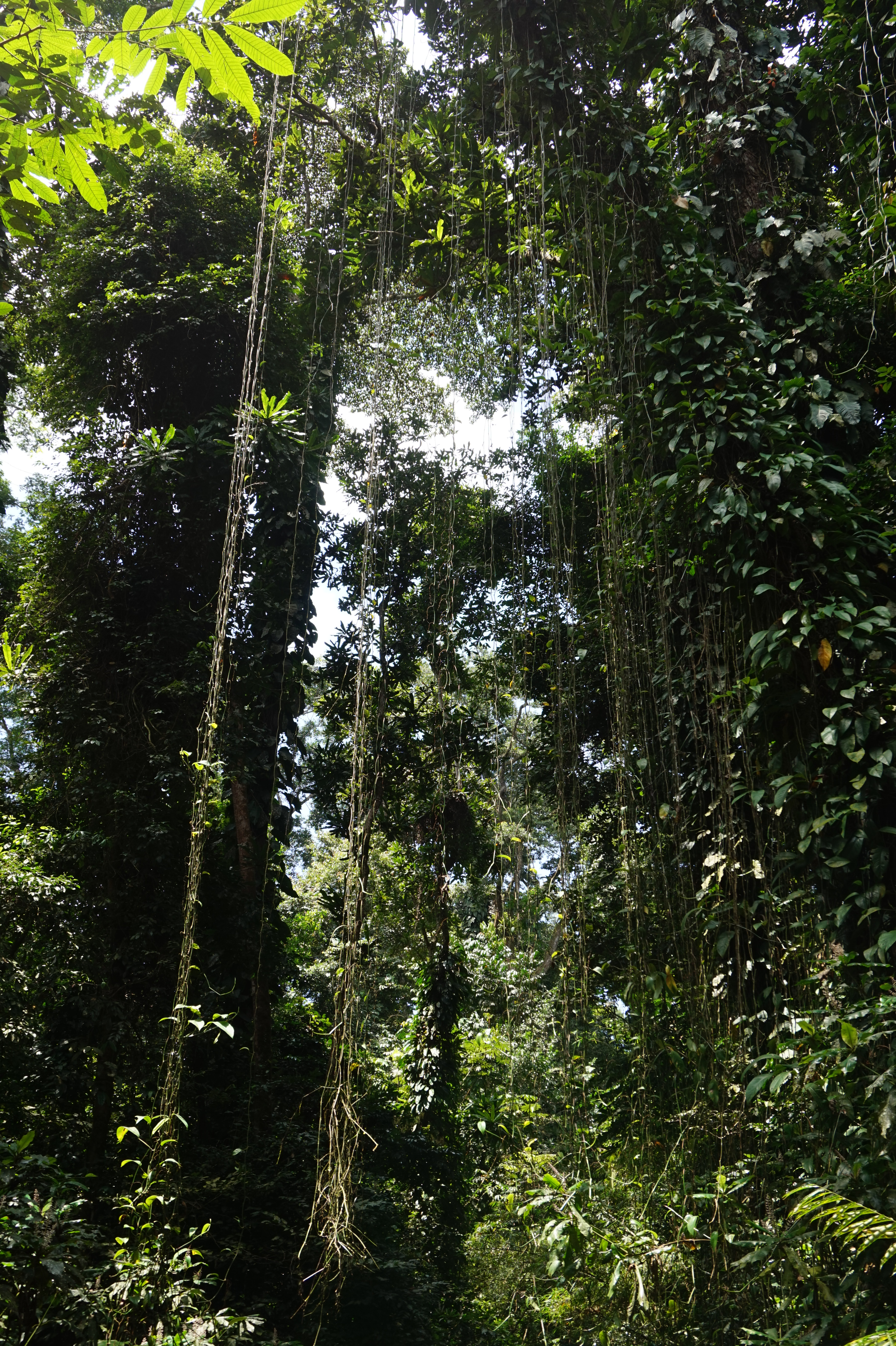
Rideau naturel